# 正徳小判
正徳小判（しょうとくこばん）とは、正徳4年5月15日（1714年6月26日）より通用開始された一両としての額面を持つ小判であり、武蔵小判（むさしこばん）とも呼ばれる。
また正徳小判および正徳一分判を総称して正徳金（しょうとくきん）と呼ぶ。同時に吹替えが行われた正徳銀と合わせて正徳金銀（しょうとくきんぎん）と呼ぶ。

## 概要
表面には鏨（たがね）による茣蓙目が刻まれ、上下に桐紋を囲む扇枠、中央上部に「壹两」下部に「光次（花押）」の極印、裏面は中央に花押、下部の左端に小判師の験極印、さらに吹所の験極印が打印されている。慶長小判と同形式で後の享保小判とも類似するが、裏面の花押が慶長のものと比較して小さく、表の「光次」の「光」の末画と「次」の第四画が重なる、いわゆる「重光次」のものが正徳小判とされる。

## 略史
朱子学者である新井白石は、朝鮮貿易にて宝永銀の受取を拒否され人参代往古銀の鋳造を余儀なくされた経過を国辱として受け止め、金銀貨の品位低下および量目（質量）低下は公儀の威信の低下に連動すると力説し、慶長の幣制への復帰を建議し、吹替えが行われた。正徳金流通開始に伴い、正徳4年5月15日の触書で古金に対する引替は以下のように定められた。
- 元禄金100両：正徳金50両に1両1分の増歩
- 乾字金100両：正徳金50両に1両1分の増歩
- 元禄金、乾字金共に2両を以て正徳金1両と等価通用

しかし、流通が開始されると伴に慶長金より品位が劣るとの噂が広まる。これは新金（正徳金）は初期の慶長金の品位を忠実に再現したため、一般に多く流通している、三代目後藤庄三郎良重以降の品位を上げた慶長小判に対しては含有金量がやや劣るということであった。二分通用となった宝永小判と同じ金品位でありながら2枚分の量目よりも不足していることによる不満が原因であったともいえる。正徳金は初期の慶長金として位置付けられる武蔵墨書小判の品位に近いことから、武蔵判（むさしばん）と呼ばれるようになる。このように、試金石による分析であっても熟練者であれば1-2%の品位の違いを判別することは充分可能であったわけである。
このような経緯により僅か4か月足らずで再び吹き替えに至ることとなる。

## 正徳一分判
正徳一分判（しょうとくいちぶばん）は正徳小判と同品位、1/4の量目でもってつくられた長方形短冊形の一分判であり、表面は上部に扇枠の桐紋、中央に横書きで「分一」、下部に桐紋が配置され、裏面は「光次（花押）」の極印が打たれている。小判と同様に年代印は打たれていない。
「光次」の「光」の末画と「次」の第四画が重なる、「重光次」であることから享保一分判と区別されることは小判と同様である。

## 正徳金の量目および品位
| 金銀 | 4.76匁 |
|      |        |

### 量目
小判の規定量目は慶長小判に復帰し四匁七分六厘（17.76グラム）であり、一分判は一匁一分九厘（4.44グラム）である。
多数量の実測値の平均は、小判4.75匁（度量衡法に基づく匁、17.81グラム）、一分判1.19匁（同4.46グラム）である。

### 品位
規定品位は慶長金（武蔵判）と同位の五十二匁二分位（金84.29%）、銀15.71%）である。
古銭書などで紹介されている正徳金についての分析値は以下の通りである。
- 金85.69%
- 銀14.25%
- 雑0.06%

雑分は銅、鉛などである。
これは『舊金銀貨幣價格表』に掲載のものであるが、記述は一括して「慶長小判、武蔵一分判」となっており、これは明治初期に旧金座で行われた慶長小判の分析値で代用したものであり、最近の正徳小判の蛍光X線分析による非破壊分析の結果では金83-84%の結果を示し、享保小判より2-3%低いことが示されている。

## 正徳金の鋳造量
『吹塵録』によれば、小判および一分判の合計で213,500両である。
一分判は総鋳造量の五割とされる。
また金座における鋳造手数料である分一金（ぶいちきん）は鋳造高1000両につき、手代10両、金座人10両2分、吹所棟梁4両であった。